# Afranthidium immaculatum
Afranthidium immaculatum är en biart som först beskrevs av Smith 1854.  Afranthidium immaculatum ingår i släktet Afranthidium och familjen buksamlarbin. Inga underarter finns listade i Catalogue of Life.